# Familiaris consortio
Familiaris consortio – posynodalna adhortacja papieża Jana Pawła II o zadaniach rodziny chrześcijańskiej w świecie współczesnym, wydana 22 listopada 1981 roku.
Adhortacja jest owocem prac synodu biskupów, który odbył się w Rzymie pomiędzy 26 września a 25 października 1980. Tematem synodu były Zadania rodziny chrześcijańskiej w świecie współczesnym. W pracach synodu i w przygotowaniach do powstania dokumentu brał czynny udział polski arcybiskup Kazimierz Majdański.
Dokument zawiera wykładnię katolickiego nauczania na temat rodziny. Dotyka problemów związanych z zagrożeniami i potrzebami współczesnych rodzin. Jasnym jest odwołanie do istoty sakramentu małżeństwa jako podstawy chrześcijańskiej rodziny. Papieski dokument mówi również o obowiązkach, jakie ma wobec rodziny cała wspólnota Kościoła. Adhortacja zajmuje się takimi znakami czasu jak małżeństwa na próbę, wolne związki, małżeństwa złączone tylko ślubem cywilnym, osoby rozwiedzione.
Dokument papieski składa się ze wstępu, czterech długich rozdziałów i zakończenia. Pełny tytuł dokumentu:

Adhortacja Apostolska - Familiaris consortio - o zadaniach rodziny chrześcijańskiej w świecie współczesnym Ojca Świętego Jana Pawła II. Do biskupów, kapłanów i wiernych całego Kościoła Katolickiego

## Główne tematy
- Blaski i cienie rodziny w świecie współczesnym
- Zamysł Boży względem małżeństwa i rodziny
- Zadania rodziny chrześcijańskiej
- W służbie życiu
- Uczestnictwo w rozwoju społeczeństwa
- Uczestnictwo w życiu i misji Kościoła
- Etapy i formy duszpasterstwa rodzin
- Struktura i pracownicy duszpasterstwa rodzin
- Duszpasterstwo rodzin w przypadkach trudnych
- Przyszłość ludzkości, idzie przez rodzinę